# José Gómez (strzelec)
José Ángel Gómez Paz (ur. 14 września 1919 w Gwatemali, zm. 20 lutego 2005 tamże) – gwatemalski strzelec, olimpijczyk.
Wystąpił na Letnich Igrzyskach Olimpijskich 1952, na których pojawił się w dwóch konkurencjach. Wyższe miejsce osiągnął w strzelaniu z karabinu małokalibrowego leżąc z 50 metrów, w którym był 30. zawodnikiem (startowało 58 strzelców). W pistolecie szybkostrzelnym z 25 metrów uplasował się na 32. pozycji wśród 53 zawodników.
Gómez jest srebrnym medalistą Igrzysk Ameryki Środkowej i Karaibów 1959, stanął na drugim stopniu podium w karabinie małokalibrowym leżąc. Zajął szóste miejsce w pistolecie centralnego zapłonu z 25 metrów na Igrzyskach Panamerykańskich 1955.

## Wyniki olimpijskie
| Igrzyska | Konkurencja                       | Wynik                    | Miejsce | Źródło |
| -------- | --------------------------------- | ------------------------ | ------- | ------ |
| IO 1952  | Karabin małokalibrowy leżąc, 50 m | 394 punkty (99-98-99-98) | 30      | [ 2 ]  |
| IO 1952  | Pistolet szybkostrzelny, 25 m     | 531 punktów (263-268)    | 32      | [ 3 ]  |